# Thomas Jesup
Thomas Sidney Jesup (16 décembre 1788 – 10 juin 1860) était un officier de l'armée américaine, considéré comme le fondateur du Quartermaster Corps. 

## Biographie
Il est né dans le comté de Berkeley, en Virginie, aujourd'hui en Virginie-Occidentale. Il commença sa carrière militaire en 1808 participa à la guerre de 1812, notamment aux batailles de Chippewa et à la campagne du Niagara en 1814.
En 1836, alors qu'il était encore officiellement Intendant général, le président Andrew Jackson le détache pour commander les troupes américaines en Floride pendant la seconde guerre séminole (1837-1842). Ses actions en violation de trêves pour capturer les dirigeants séminoles, comme Osceola, ont provoqué la controverse. À la fin des hostilités, il est retourné à son poste officiel.